# Mequinez-Tafilete
Mequinez-Tafilete (em francês: Meknès-Tafilalet) é uma região do Marrocos. Sua capital é a cidade de Mequinez.

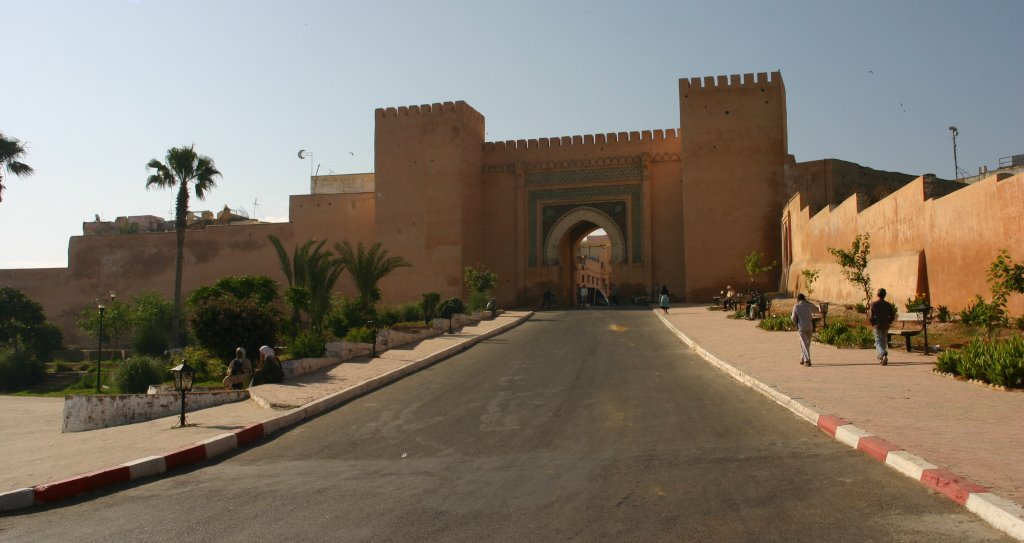
Bab-berdaine-meknes

1. ↑  Gonçalves, Rebelo (1947). Tratado de Ortografia da Língua Portuguesa. Coimbra: Atlântida - Livraria Editora. p. 59